# Anna och kungen
Anna och kungen (engelska: Anna and the King) är en amerikansk film som hade biopremiär i USA den 17 december 1999, i regi av Andy Tennant.

## Handling
Filmen utspelar sig under 1860-talet. Änkan Anna Leonowens och hennes son Louis kommer till Siam (nuvarande Thailand) för att undervisa kung Mongkuts barn, däribland den senare kungen Chulalongkorn. Efter diverse kulturkrockar förenas kungen och Anna i ett försök att framställa kungen som modern och demokratisk.

## Om filmen
Handlingen bygger på Anna Leonowens dagböcker. Tidigare har det gjorts en musikal och två filmer, baserade på samma böcker. Den första filmen heter "Anna och kungen av Siam" (1946) och den andra Kungen och jag (1956). Eftersom det fanns för många avvikelser från den historiska verkligheten vägrades filmning i Thailand. Filmen är därför filmad i Malaysia.

## Rollista i urval
- Jodie Foster - Anna Leonowens
- Chow Yun Fat - Kung Mongkut
- Bai Ling - Tuptim
- Tom Felton - Louis Leonowens
- Randall Duk Kim - General Alak
- Kay Siu Lim - prins Chaofa, kung Mongkuts bror
- Melissa Campbell - prinsessan Fa-Ying
- Deanna Yusoff - Drottning Thiang
- Geoffrey Palmer - Lord John Bradley
- Ann Firbank - Lady Bradley
- Bill Stewart - Mycroft Kincaid, East India Trading Co.
- Sean Ghazi - Khun Phra Balat
- Keith Chin - prins Chulalongkorn
- Syed Alwi - The Kralahome, premiärminister

### Fotnoter
1. ↑  ”Anna and the King” (på engelska). Box Office Mojo. 17 december 1999. http://www.boxofficemojo.com/movies/?id=annaandtheking.htm. Läst 7 oktober 2016.